# سیارک ۹۵۰۰۸
سیارک ۹۵۰۰۸ (به انگلیسی: 95008 Ivanobertini، نامگذاری:2002AH1) نود و پنج هزار و هشتمین سیارک کشف شده‌است که در ۴ ژانویه ۲۰۰۲ کشف شد.